# Pascual Agramunt
Pascual Agramunt (Valencia, 3 de mayo de 1688-Madrid, 27 de marzo de 1738) fue un jesuita y teólogo español.
Impartió clases de gramática en varios colegios de la Compañía de Jesús, trabajo que alternó con sus estudios y trabajos teológicos.
Es autor de diversas obras teológicas, entre las que destaca Alegatio Theologica-Physico-Polemica pro unione Eucharistica asserta ab Eminent, la cual escribió en el año 1732 con el sobrenombre de Ascanio Pereaviegas y Hontemar.